# Fiat Ritmo
Fiat Ritmo byl malý osobní automobil vyráběný firmou Fiat mezi lety 1978–1988. V USA a Velké Británii byl prodáván pod názvem Fiat Strada. Celkem bylo vyrobeno více než 1 790 000 kusů. Byl to jeden z prvních vozů s pětistupňovou převodovkou. Později byla nabízena i automatická převodovka. Jméno Ritmo bylo použito v roce 2007 v Austrálii pro nový Fiat Bravo.

## 1. generace
Představila se v roce 1978 v Turíně. Design měl na svědomí Bertone. Vůz si získal oblibu zejména díky příznivé ceně oproti konkurenci. Vyráběla se také sportovní verze Abarth 130 TC o výkonu 96 kW s maximální rychlostí 195 km/h. Ten měl designové prvky odlišující ho od sériové verze a byl vybaven sportovními koly.

## 2. generace

### model 1982
Druhá generace se odlišovala zejména v přední a zadní partii. Vozidlo získalo masku chladiče s otvory a druhý pár kulatých světel. Pokračovala i výroba sportovní verze Abarth s výkonem 96 kW. Sportovní motor byl plněn dvěma karburátory Weber či Solex. Z klidu na 100 km/h zrychlil za 8 sekund. Další karosářskou variantou byl model Ritmo Cabrio s designem od společnosti Bertone. V ČR je verze Ritmo Cabrio známá například z filmu Slunce, seno, erotika z roku 1991, ve kterém se projíždějí Italové Bernardo (v podání Martina Dejdara) a Vincenzo (v podání Oldřicha Kaisera) právě ve Fiatu Ritmo Cabrio.

### model 1985
V roce 1985 prošlo Ritmo drobným faceliftem. Vůz v pětidveřové verzi získal nové aerodynamičtější kliky. Nové tvary měly i nárazníky a plastové lišty pocházející z modelu Regata. Objevil se i nový dieselový motor stejný jako v modelu Uno. V roce 1988 byla výroba modeu Ritmo nahrazena modelem Tipo.

## Seat Ritmo
Licenční výroba Fiatu Ritmo probíhala i v Barceloně v automobilce Seat. Výroba probíhala v letech 1979–1982 pod názvem Seat Ritmo. Po vypršení licence probíhala výroba až do roku 1986 pod názvem Seat Ronda.

## Technická data
Pohon předních kol, nezávislé zavěšení kol na příčných ramenech. Vpředu vinuté pružiny, vzadu příčná listová pera. Maximální rychlost 160 km/h, spotřeba 9 litrů na 100 km.

### Motory
- 1.1 L (60 PS (44 kW)
- 1.3 L (65 PS (48 kW)
- 1.5 L (75 PS (55 kW)
- 1.6 L 105 PS
- 2.0 L 130 PS
- 1.7 L Diesel

## Fotogalerie

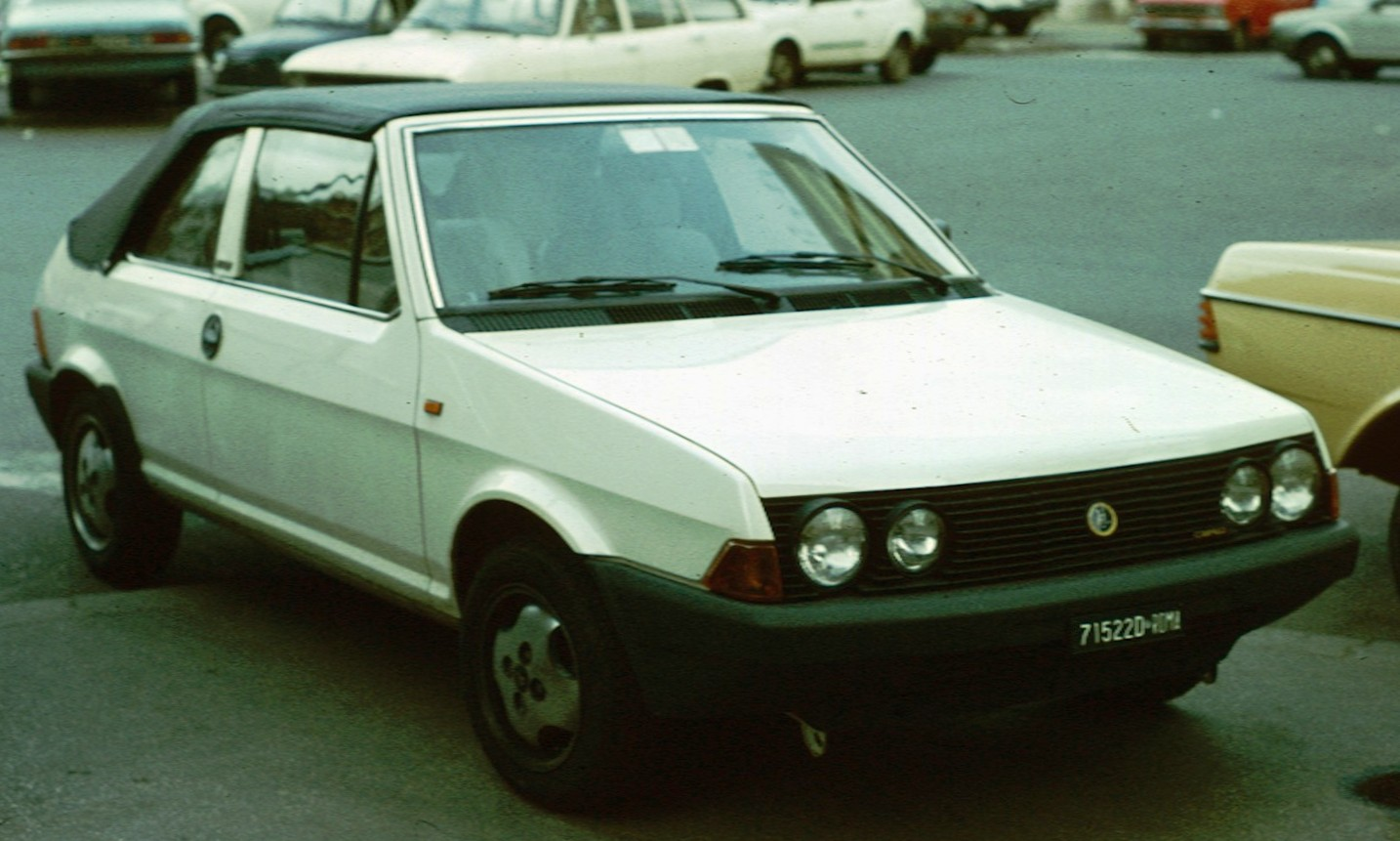
Fiat Ritmo druhé generace ve verzi kabrio
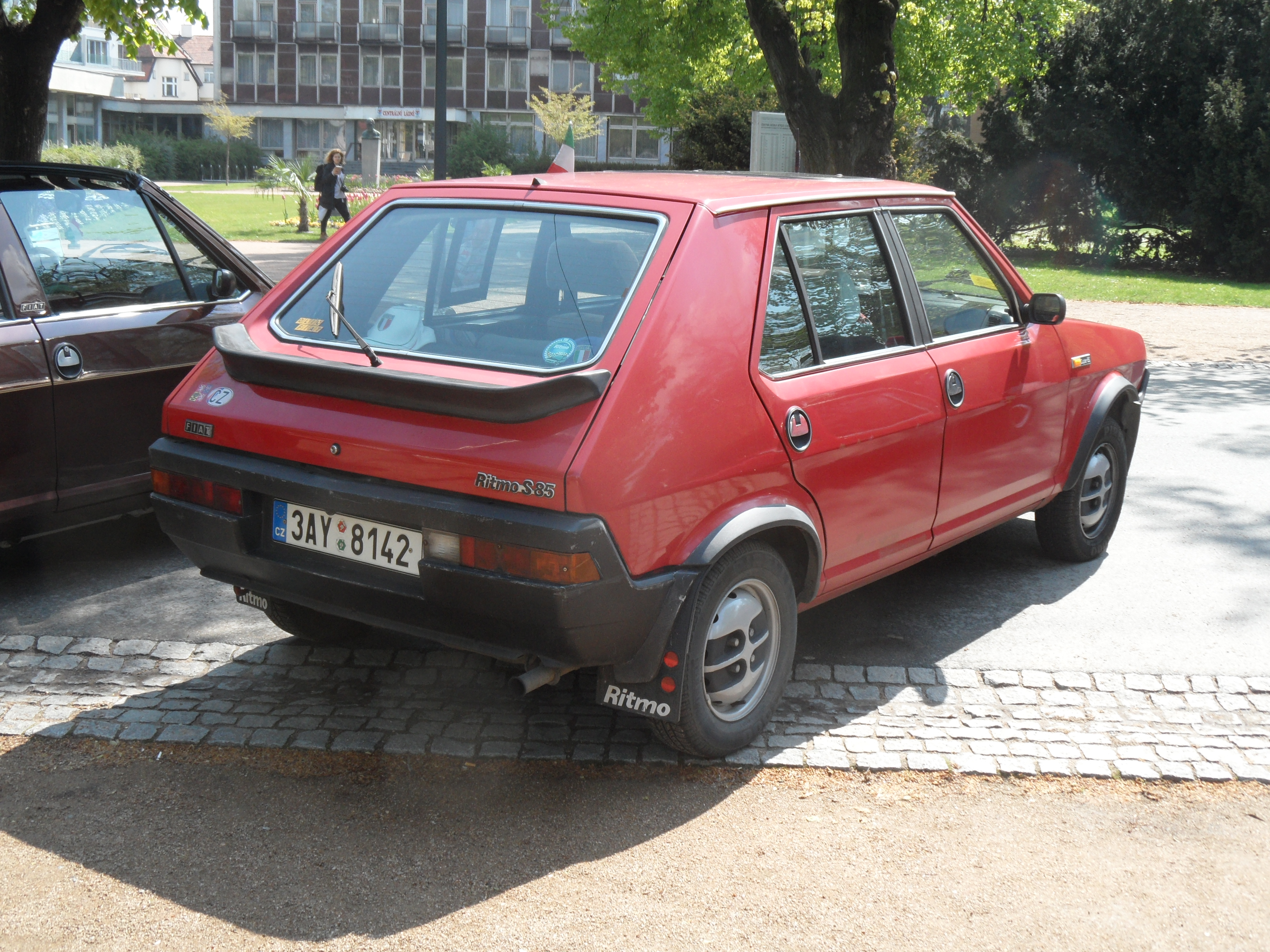
Fiat Ritmo S85  na srazu v Poděbradech
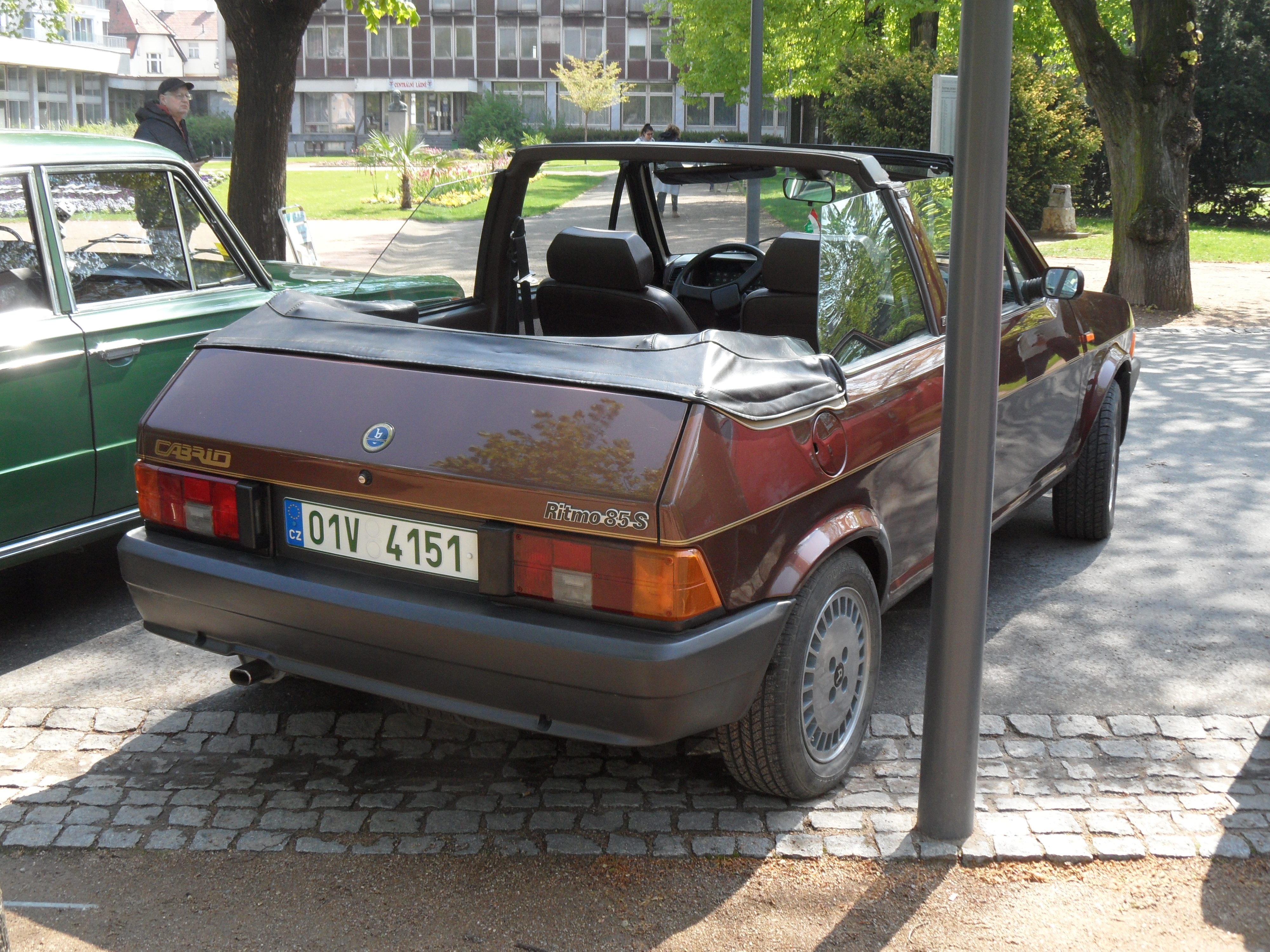
Fiat Ritmo 85S Cabrio  na srazu v Poděbradech
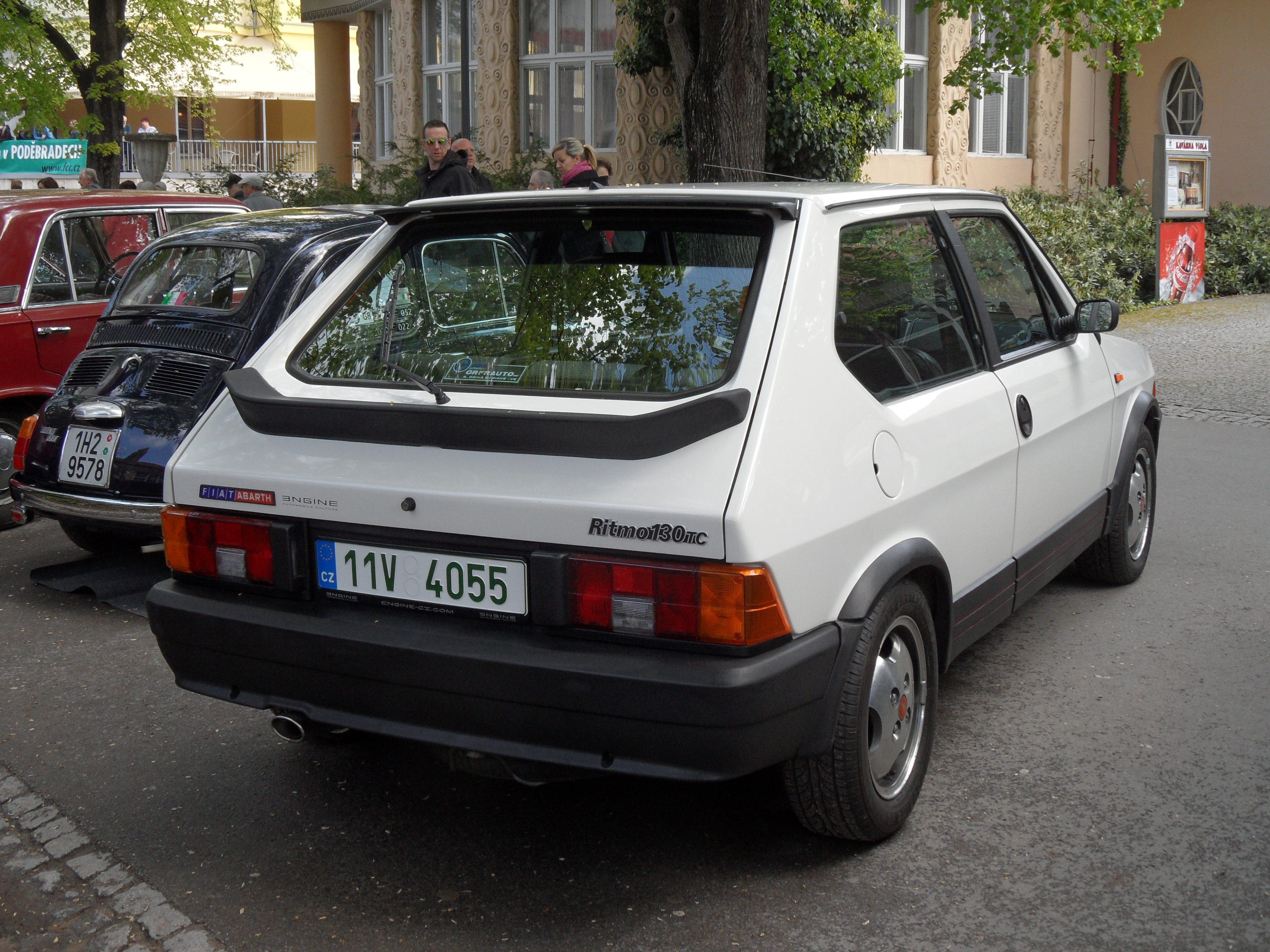
Fiat Ritmo Abarth 130 TC  na srazu v Poděbradech